# 那須町立那須小学校
那須町立那須小学校は、かつて栃木県那須郡那須町にあった公立小学校。

## 概要
- 2019年（平成31年）3月31日に閉校となり、那須町立那須高原小学校に統合された[1]。

## 沿革
- 1875年（明治8年）6月15日 - 高久屋旅館に間借りして鍋掛宿日新館1番分校として開校
- 1877年（明治10年） -  高久小学校一番分校に変更
- 1878年（明治11年） - 湯本月山寺の建物一部を仮校舎とした
- 1875年（明治18年） - 大島分校に改称し、さらに高久尋常小学校湯本分校に改称
- 1899年（明治32年） - 室野井尋常小学校湯本分校に改称
- 1900年（明治33年）9月 - 湯本尋常小学校に改称。
- 1901年（明治34年）4月20日 - 新校舎落成し移転
- 1925年（大正14年）10月22日 - 見晴へ校舎新築移転
- 1964年（昭和29年）11月3日 - 町村合併により那須町立湯本小学校と改称
- 1965年（昭和30年）9月1日 那須町立那須小学校と改称
- 1974年（昭和49年）10月31日 -  元那須中学校を改築し移転
- 1975年（昭和50年）11月9日 -  創立100周年記念式典及び記念事業を実施
- 1995年（平成3年）3月13日 - 鉄筋コンクリート造の校舎落成
- 2019年（平成31年）3月31日 - 閉校